# 上田敏晶
上田 敏晶（うえだ としあき、1925年10月3日 - 1988年10月25日）は、日本の経営評論家、翻訳家。

## 経歴
福岡県北九州生まれ。九州大学文学部哲学科卒業。
1951年福岡県立八幡高等学校教諭、1957年ダイヤモンド社出版部に入社。
書籍編集部次長を務めた後、1967年退社。
1968年文化女子大学講師、1976年関東学院女子短期大学教授。

## 著書
- 『誰も教えてくれないこと サラリーマン女房学』（実務教育出版） 1969
- 『あなたの常識は間違っていないか 部下をもつ人の意識革命100のポイント』（ダイヤモンド社） 1976
- 『ビジネスマン文章上達法』（日本能率協会、マネジメント・ブックス） 1978
- 『個性的キャリア開発 世代別サラリーマンの生き方の探求』（ばるす出版） 1979
- 『逆発想の時間活用術 生活のマンネリズムを打破る ケース別』（学習研究社、リブビジネス） 1981
- 『30歳からの自己開発 上手な学び方15章』（日本能率協会） 1981
- 『"ヤル気"の復権 五無主義世代の鍛え方・伸ばし方 若手社員はこうして動かせ!』（PHP研究所） 1981
- 『40歳からの自己開発 働き盛りの生き方12章』（日本能率協会） 1982
- 『いきいきとした文章力を養う』（日本能率協会、マイジャンプ・シリーズ） 1983
- 『こんなとき管理者はどうする ケースで考える状況別対処法』（ダイヤモンド社） 1984
- 『20代の自己開発 自分を伸ばす土台づくり11章』（日本能率協会） 1985
- 『50歳からの自己開発 人生を充実に生きる知恵9章』（日本能率協会） 1988

### 共編著
- 『読書啓発 自己革新のための本の活用』（森秀人共著、実務教育出版、ヤングビジネスマンのために） 1967
- 『国家・地方公務員採用人物試験 事例に学ぶ面接と作文』（本明寛共編、実務教育出版、国家・地方公務員受験シリーズ） 1973
- 『脱サラ・サイドビジネスガイド 最新 余暇時代を2倍に生きる知恵と情報』（柘植祥一, 村山三敏共著、実務教育出版） 1973
- 『職場の人間学 部下・上役を動かす83のポイント』（竹村之宏共著、プレジデント社） 1980
- 『事例に学ぶ面接と作文試験 初級公務員』（本明寛共編、実務教育出版） 1982
- 『国家Ⅲ種地方初級公務員事例に学ぶ面接と作文試験』（本明寛共編、実務教育出版） 1985

## 翻訳
- 『アメリカの乗取り イギリス産業界を制覇したアメリカ企業』（J・マクミラン, B・ハリス、住野喜正共訳、早川書房、ハヤカワ・ノンフィクション） 1968
- 『企業のリーダーシップ アメリカ産業界のトップ・エグゼクティヴ21人が語る』（ネーションズ・ビジネス編集部編、早川書房、ハヤカワ・ノンフィクション・ビジネス） 1969
- 『許される嘘 広告はどこまで信用できるか』（サム・シンクレア・ベーカー、実務教育出版） 1969
- 『システム事業経営 NASAの理論と実際』（J.E.Webb、竹内書店） 1970
- 『人生を変える力 こうすれば願望が達成できる』（J・V・サーニー、ダイヤモンド社） 1971
- 『ユーリスの新幹部読本 価値変革時代にあなたはどうあるべきか』（オーレン・ユーリス、早川書房、ハヤカワ・ノンフィクション・ビジネス） 1971
- 『幸福の実現 メンタル・サイバネティクス - 変身の心理学』（R・ユージン・ニコルズ、実務教育出版） 1972
- 『独占 巨大企業の正体』（ジョゼフ・C・ゴールデン、早川書房、ハヤカワ・ノンフィクション） 1973
- 『ひとの心を読む技術 ことばでないコミュニケーション』（G・I・ニーレンバーグ, H・H・カレロ、日本生産性本部） 1973
- 『できると思えばあなたはできる』（N・V・ピール、ダイヤモンド社） 1975
- 『アドバイスの与え方生かし方』（ニーレンバーグ、日本生産性本部、JPC選書） 1976
- 『積極的考え方の原理 ヤル気と自信を持続させる12の方法』（N・V・ピール、ダイヤモンド社） 1977
- 『交渉がうまくなる本』（F・グリーンバーガー, T・キールナン、ダイヤモンド社） 1979
- 『自己管理20章 仕事と生活を充実させる秘訣』（メッド・セリフ、日本生産性本部、自己啓発双書） 1981
- 『交渉力 相手を見抜き、動かす法』（テサ・アルバート・ウォーショー、PHP研究所） 1982
- 『ハイ・アウトプット・マネジメント "インテル経営"の秘密』（アンドリュー・S・グローヴ、小林薫共訳、早川書房） 1984

## 参考
- 『50歳からの自己開発』著者紹介